# 約翰·伍德考克

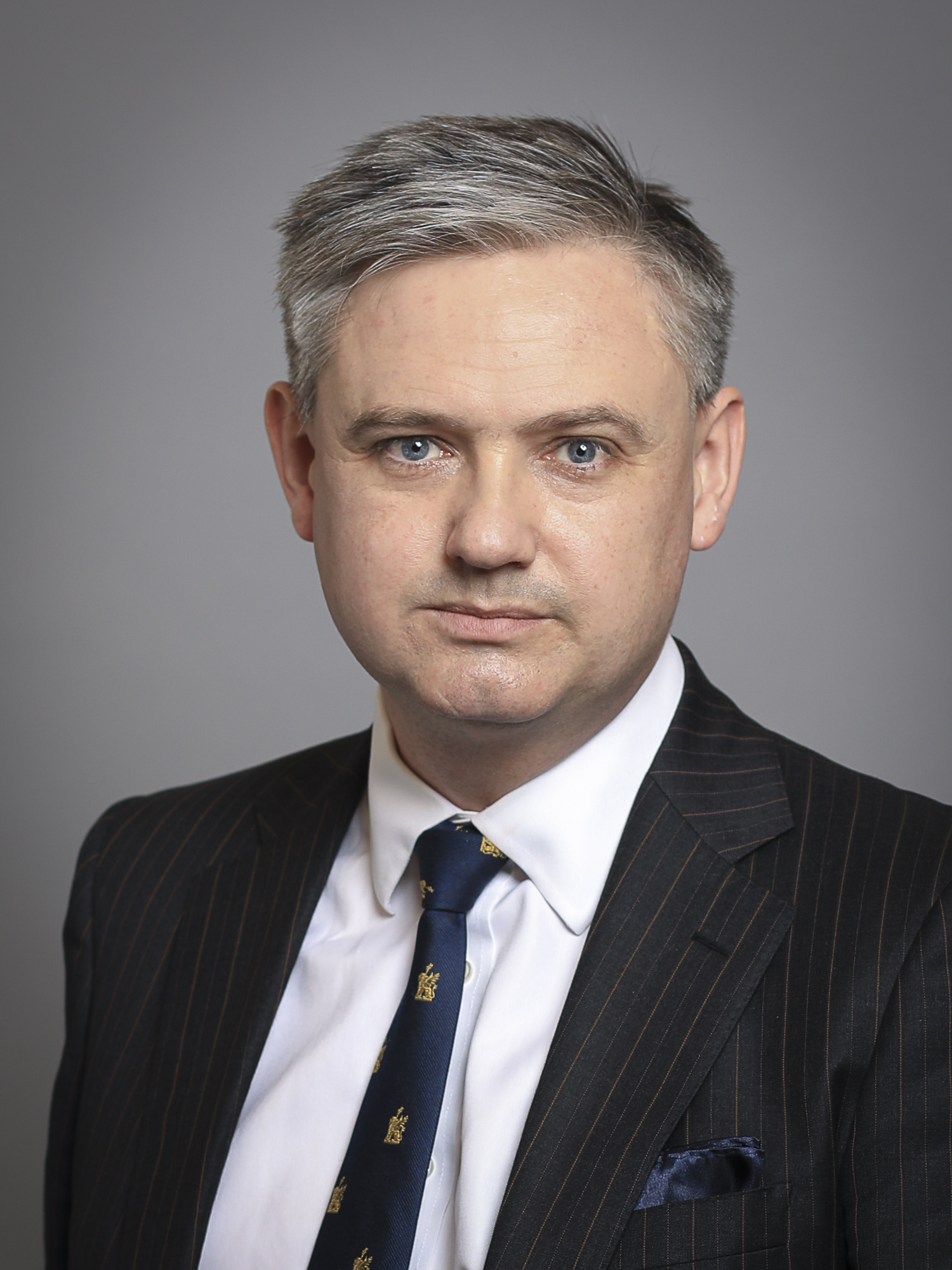
約翰·伍德考克

約翰·伍德考克（John Zak Woodcock；1978年10月14日—）是英國的一位政治家，现上议院议员。曾为工黨下议院议员，后退出工党。自2010年以來，他就是巴羅和弗內斯選區的議員。